# Тангатаровский сельсовет
Тангатаровский сельсовет  — муниципальное образование в Бураевском районе Башкортостана.

## История
В 2004 году  часть территории сельсовета перешло в состав  Калмиябашевского сельсовета  Калтасинского района, согласно Закону Республики Башкортостан «Об изменениях в административно-территориальном устройстве Республики Башкортостан, изменениях границ и преобразованиях муниципальных образований в Республике Башкортостан» от 17 декабря 2004 года 2004 года  N 125-з:

9. Изменить границы Бураевского района, Тангатаровского сельсовета Бураевского района, Калтасинского района, Калмиябашевского сельсовета Калтасинского района согласно представленной схематической карте, передав часть территории площадью 451,3 га Тангатаровского сельсовета Бураевского района в состав территории Калмиябашевского сельсовета Калтасинского района
Согласно «Закону о границах, статусе и административных центрах муниципальных образований в Республике Башкортостан» имеет статус сельского поселения.

## Население
| 2002 | 2009  | 2010 | 2012 | 2013 | 2014 | 2015 |
| ---- | ----- | ---- | ---- | ---- | ---- | ---- |
| 1299 | ↘1209 | ↘927 | ↘822 | ↘774 | ↘717 | ↘642 |
| 2016 | 2017  |      |      |      |      |      |
| ↘564 | ↘511  |      |      |      |      |      |

## Состав сельского поселения
| № | Населённый пункт | Тип населённого пункта          | Население |
| - | ---------------- | ------------------------------- | --------- |
| 1 | Тангатарово      | деревня, административный центр | ↘421      |
| 2 | Старокурзя       | деревня                         | ↘147      |
| 3 | Саит-Курзя       | деревня                         | ↘137      |
| 4 | Аитово           | деревня                         | ↘58       |
| 5 | Тансызарово      | деревня                         | ↘55       |
| 6 | Новошиликово     | деревня                         | ↘46       |
| 7 | Воткурзя         | деревня                         | ↘30       |
| 8 | Давлеканово      | деревня                         | ↘26       |
| 9 | Кадриково        | деревня                         | ↘7        |